# XXVI Reunião Ordinária do Conselho do Mercado Comum
A XXVI Reunião Ordinária do Conselho do Mercado Comum ocorreu em julho de 2004, na cidade de Puerto Iguazú.

## Participantes
Representando os estados-membros
- Luiz Inácio Lula da Silva
- Néstor Kirchner
- Jorge Batlle
- Nicanor Duarte

## Decisões
A reunião produziu 23 decisões.